# Абдрашитова, Нана Вадимовна
Нана Вадимовна Абдрашитова (род. 9 июля 1980) — театральный художник и сценограф, архитектор выставок, режиссёр.

## Биография
Образование — окончила РАТИ ГИТИС по факультету сценографии (мастерская Сергея Бархина), Высшие курсы сценаристов и режиссёров, специальность «режиссёр игрового и неигрового кино» (мастерская В. И. Хотиненко).
За спектакль «Конёк-Горбунок» с Рижским театром русской драмы и его художественным руководителем Андреем Прикотенко была выдвинута на национальную театральную премию Латвии «Ночь лицедеев» в номинации «Лучший сценограф».
Постоянный участник выставок СТД РФ, «Итоги сезона», выставок МОСХ, Пражская квадриенале, также групповых выставок живописи и графики, персональные выставки в Доме Актёра им. Яблочкиной, Открытая сцена.
Член Союза Художников РФ с 2010 года.
Получила известность как художник по костюмам и график-иллюстратор. Участвовала в постановках: «ГенАцид. Деревенский анекдот» в «Современнике», «Мамаша Кураж» в «Мастерской Петра Фоменко», «Сны Минотавра» в «Театре наций» и других.
Сотрудничает с «БДТ им. Товстоногова», «МХТ им. А. П. Чехова», «Театром наций», «Современником», «Театром им. Ленсовета», «Электротеатром Станиславский», «Театром на Таганке» и другими.

## Театральные работы
- «360 градусов» (Центр им. Вс. Мейерхольда)
- «Август» (театр «Платформа»)
- «В ожидании Годо» (театр «Открытая сцена»)
- «Деревенский анекдот» («ГенАцид») (реж. К. Вытоптов, «Современник»)
- «Девяностые» (Центр им. Вс. Мейерхольда)
- «Обращение вслух» (театр «Сфера»)
- «Развалины» (реж. К. Вытоптов, Центр драматургии и режиссуры)
- «На Невском проспекте» (реж. Тимофей Кулябин, Омский театр драмы)
- «Истребитель класса Медея» (реж. Марк Розовский, театр у Никитских ворот)
- «Случай в Ялте» (реж. Олег Загумённов)
- «Буратино» (реж. Нина Чусова)
- «Смертельный номер» (реж. Тимофей Кулябин)
- «Времена года» — балет-оратория (реж. Валерия Ковальзон)
- «Испанский час» — М. Равель (реж. Валерия Ковальзон)
- «Livejournal» (реж. Тимофей Кулябин, Рижский театр Русской драмы)
- «Конёк-горбунок» (реж. Николай Горбунов, Рижский театр Русской драмы и Новосибирский театр «Красный факел»)
- «Счастливчик Смит» (реж. Алексей Кирющенко)
- «Правила игры» (реж. Андрей Прикотенко, Рижский театр Русской драмы)
- «Бинго» (реж. Леонид Белявский, Рижский театр Русской драмы)
- «Мандрагора» (реж. Давид Джованзана, Рижский театр Русской драмы)
- «Спектакль» (реж. Михаил Покрасс)
- «Лес» (реж. К. Вытоптов, театр им. Ленсовета)
- «Ночь Гельвера» (Новошахтинский драматический театр)
- «Чайка» (Электротеатр Станиславский)
- «Крошка Цахес» (реж. К. Вытоптов, театр Ермоловой)
- «Водевиль Дилетант» и «Женщина и Мозг» (реж. К. Вытоптов, БДТ им. Товстоногова)
- «Декамерон» (реж. К. Вытоптов, «Современник»)

## Фильмография
- «Крепость. История Российского кризиса» (документальный, 2021)
- «Рыба-мечта» (2016)

## Семья
- Отец — Вадим Юсупович Абдрашитов (1945—2023), советский и российский кинорежиссёр и педагог. Народный артист Российской Федерации.
- Мать — Нателла Георгиевна Тоидзе (род. 1950), художник, действительный член и академик РАХ. Заслуженный художник Российской Федерации.
- Брат — Олег Вадимович Абдрашитов, окончил МФТИ и Колумбийский университет, работает в IT.
- Первый муж (до 2014) — Владимир Владимирович Маркин (род. 1979), российский художник и ювелир.
  - Дочь — Тина Маркина.
  - Сын — Тимофей Маркин.
- Второй муж — Кирилл Вытоптов, театральный режиссёр.